# Grandview (Illinois)
Pour les articles homonymes, voir Grandview.
Le village de Grandview est situé dans le comté de Sangamon, dans l’État de l’Illinois, aux États-Unis. Sa population s’élevait à 1 441 habitants lors du recensement de 2010, estimée à 1 423 habitants en 2016.